# Baliosus californicus
Baliosus californicus is een keversoort uit de familie bladkevers (Chrysomelidae). De wetenschappelijke naam van de soort werd in 1883 gepubliceerd door George Henry Horn.